# Blake Carrington
Blake Carrington is een personage uit de Amerikaanse soapserie Dynasty. De rol werd vertolkt door John Forsythe, de rol was eigenlijk eerst gegund aan George Peppard), maar na een week filmen werd hij ontslagen vanwege creatieve meningsverschillen met de producers. Blake is het hoofdpersonage van de serie en John Forsythe is de enige acteur die in elke episode van de serie te zien was. Toen de serie begon, stond Blake op punt van trouwen met zijn secretaresse Krystle Jennings (Linda Evans). Voor het huwelijk kwamen ook de kinderen uit zijn eerste huwelijk, dochter Fallon en zoon Steven, naar huis terug. Fallon gedroeg zich lange tijd als een draak tegenover haar stiefmoeder; zij was immers niet langer 'Daddy's little girl', de belangrijkste vrouw in zijn leven. Met zoon Steven had hij ook al niet zo'n goede band. Steven was homo en dat was voor Blake onacceptabel. 
In het eerste seizoen van de serie deed Blake er alles aan om Matthew Blaisdel (Bo Hopkins) bij Krystle weg te houden. De twee hadden immers een relatie met elkaar gehad, ook al had Matthew een gezin: vrouw Claudia (Pamela Bellwood) en dochter Lindsay (Katy Kurtzman). Ook in zaken werd Matthew een geduchte concurrent. 
Toen Blake aan het eind van het eerste seizoen bij een handgemeen per ongeluk Stevens vriend Ted Dinard doodde en hij tijdens zijn proces ook nog eens geconfronteerd werd met zijn ex-vrouw Alexis als onverwachte getuige, was de chaos compleet. 
Blake en Alexis bevochten elkaar in de loop van de serie zowel zakelijk als privé op leven en dood. Het feit dat het tweetal kinderen hadden, deed er niet toe. In 1989 kwam er een eind aan de serie. 
In 1991 nam John Forsythe de rol opnieuw op zich voor de miniserie Dynasty: The Reunion.